# Rānippettai
Rānippettai är en ort i Indien.   Den ligger i distriktet Vellore och delstaten Tamil Nadu, i den södra delen av landet, 1 800 km söder om huvudstaden New Delhi. Rānippettai ligger 173 meter över havet och antalet invånare är 50 764.
Terrängen runt Rānippettai är huvudsakligen platt, men västerut är den kuperad. Runt Rānippettai är det tätbefolkat, med 570 invånare per kvadratkilometer. Närmaste större samhälle är Arcot, 3,0 km sydväst om Rānippettai. Omgivningarna runt Rānippettai är en mosaik av jordbruksmark och naturlig växtlighet.